# Élections cantonales de 1883 dans la Mayenne
Les élections cantonales françaises de 1883 ont eu lieu les 12 et 19 août 1883.

## Résultats pour le conseil général

### Arrondissement de Laval

#### Canton de Chailland
|                      | Jules-René Fay-Lacroix * | Républicain modéré | 1885 |  |  |  |
|                      |                          |                    |      |  |  |  |
| Inscrits             |                          |                    |      |  |  |  |
| Votants              |                          |                    |      |  |  |  |
| Exprimés             |                          |                    |      |  |  |  |
| * Conseiller sortant |                          |                    |      |  |  |  |

#### Canton de Laval-Est
|                      | Victor Boissel                     | Républicain modéré | 1 448 |  |  |  |
|                      | Raoul Letourneux de la Perraudière | Légitimiste        | 1 165 |  |  |  |
|                      |                                    |                    |       |  |  |  |
| Inscrits             |                                    |                    |       |  |  |  |
| Votants              |                                    |                    |       |  |  |  |
| Exprimés             |                                    |                    |       |  |  |  |
| * Conseiller sortant |                                    |                    |       |  |  |  |

#### Canton de Laval-Ouest
|                       | Louis Bretonnière * | Républicain modéré | 2 033 |  |  |  |
|                       | C. Corbin           | Légitimiste        | 1 316 |  |  |  |
|                       |                     |                    |       |  |  |  |
| Inscrits              |                     |                    |       |  |  |  |
| Votants               |                     |                    |       |  |  |  |
| Exprimés              |                     |                    |       |  |  |  |
| * Conseiller sortant. |                     |                    |       |  |  |  |

#### Canton de Loiron
|                      | Henri de Vaujuas-Langan * | Légitimiste        | 2294 |  |  |  |
|                      | Aimé Billion              | Républicain modéré | 514  |  |  |  |
|                      |                           |                    |      |  |  |  |
| Inscrits             |                           |                    |      |  |  |  |
| Votants              |                           |                    |      |  |  |  |
| Exprimés             |                           |                    |      |  |  |  |
| * Conseiller sortant |                           |                    |      |  |  |  |

### Arrondissement de Château-Gontier

#### Canton de Cossé-le-Vivien
|                      | Charles Bodard de La Jacopière * | Légitimiste | 1 434 |  |  |  |
|                      |                                  |             |       |  |  |  |
| Inscrits             |                                  |             |       |  |  |  |
| Votants              |                                  |             |       |  |  |  |
| Exprimés             |                                  |             |       |  |  |  |
| * Conseiller sortant |                                  |             |       |  |  |  |

#### Canton de Craon
|                      | Élie-René Herrouet | Républicain modéré | 1042 |  |  |  |
|                      | Hamon              | Légitimiste        | 961  |  |  |  |
|                      |                    |                    |      |  |  |  |
| Inscrits             | Inscrits           | Inscrits           | 3478 |  |  |  |
| Votants              | Votants            | Votants            | 2698 |  |  |  |
| Exprimés             |                    |                    |      |  |  |  |
| * Conseiller sortant |                    |                    |      |  |  |  |

#### Canton de Saint-Aignan-sur-Roë
| Candidats            | Candidats        | Étiquette | Premier tour | Premier tour | Deuxième tour | Deuxième tour |
| Candidats            | Candidats        | Étiquette | Voix         | %            |               |               |
| -------------------- | ---------------- | --------- | ------------ | ------------ | ------------- | ------------- |
|                      | Anatole Pouria * | Orléan.   | 1 699        |              |               |               |
|                      |                  |           |              |              |               |               |
| Inscrits             |                  |           |              |              |               |               |
| Votants              |                  |           |              |              |               |               |
| Exprimés             |                  |           |              |              |               |               |
| * Conseiller sortant |                  |           |              |              |               |               |

### Arrondissement de Mayenne

#### Canton de Gorron
|                      | Maurice Le Ray d'Abrantès, duc d'Abrantès * | Bonap.             | 1901 |  |  |  |
|                      | Péan                                        | Républicain modéré | 612  |  |  |  |
|                      |                                             |                    |      |  |  |  |
| Inscrits             |                                             |                    |      |  |  |  |
| Votants              |                                             |                    |      |  |  |  |
| Exprimés             |                                             |                    |      |  |  |  |
| * Conseiller sortant |                                             |                    |      |  |  |  |

#### Canton d'Ambrières-les-Vallées
|                       | "Louis" Marie-Jean Trippier de Lagrange * | Ex. Bonap., Droite | 1365 |  |  |  |
|                       | Martin-Dumont                             | Républicain modéré | 667  |  |  |  |
|                       |                                           |                    |      |  |  |  |
| Inscrits              |                                           |                    |      |  |  |  |
| Votants               |                                           |                    |      |  |  |  |
| Exprimés              |                                           |                    |      |  |  |  |
| * Conseiller sortant. |                                           |                    |      |  |  |  |

#### Canton de Mayenne-Est
|                      | Henri Gandais * | Républicain modéré | 1795 |  |  |  |
|                      |                 |                    |      |  |  |  |
| Inscrits             |                 |                    |      |  |  |  |
| Votants              |                 |                    |      |  |  |  |
| Exprimés             |                 |                    |      |  |  |  |
| * Conseiller sortant |                 |                    |      |  |  |  |

#### Canton de Mayenne-Ouest
|                       | Gustave Denis * | Républicain modéré | 1659 |  |  |  |
|                       | Le Chatelain    | Légitimiste        | 949  |  |  |  |
|                       |                 |                    |      |  |  |  |
| Inscrits              |                 |                    |      |  |  |  |
| Votants               |                 |                    |      |  |  |  |
| Exprimés              |                 |                    |      |  |  |  |
| * Conseiller sortant. |                 |                    |      |  |  |  |

#### Canton de Landivy
|                      | Édouard-Félix Taillandier | Républicain modéré | 1964 |  |  |  |
|                      | Dr Aristide Moulinet *    | Républicain modéré | 491  |  |  |  |
|                      |                           |                    |      |  |  |  |
| Inscrits             |                           |                    |      |  |  |  |
| Votants              |                           |                    |      |  |  |  |
| Exprimés             |                           |                    |      |  |  |  |
| * Conseiller sortant |                           |                    |      |  |  |  |

#### Canton d'Ernée
|                      | Amédée Renault-Morlière *           | Républicain modéré | 1 362 |  |  |  |
|                      | Joseph-Augustin Boullier de Branche | Légitimiste        | 915   |  |  |  |
|                      |                                     |                    |       |  |  |  |
| Inscrits             |                                     |                    |       |  |  |  |
| Votants              |                                     |                    |       |  |  |  |
| Exprimés             |                                     |                    |       |  |  |  |
| * Conseiller sortant |                                     |                    |       |  |  |  |

## Élection partielle durant le mandat
Il y a eu plusieurs élections partielles durant ce mandat à la suite des décès de Élie-René Herrouet, Édouard Le Pelletier, et Henri Gandais.
| Candidat et parti politique | Candidat et parti politique      | Candidat et parti politique | Premier tour | Premier tour | Second tour | Second tour |
| Candidat et parti politique | Candidat et parti politique      | Candidat et parti politique | Voix         | %            | Voix        | %           |
| --------------------------- | -------------------------------- | --------------------------- | ------------ | ------------ | ----------- | ----------- |
|                             | Édouard Le Pelletier             | Républicain modéré          | 1507         |              |             |             |
|                             | René-Marie, marquis de Champagné | Légitimiste                 | 1124         |              |             |             |
|                             | Hamon                            |                             | 1            |              |             |             |
|                             |                                  |                             |              |              |             |             |
| Inscrits                    | Inscrits                         | Inscrits                    | 3406         |              |             |             |
| Abstentions                 |                                  |                             |              |              |             |             |
| Votants                     | Votants                          | Votants                     | 2 644        |              |             |             |
| Blancs et nuls              |                                  |                             |              |              |             |             |
| Exprimés                    |                                  |                             |              |              |             |             |

| Candidat et parti politique | Candidat et parti politique      | Candidat et parti politique | Premier tour | Premier tour | Second tour | Second tour |
| Candidat et parti politique | Candidat et parti politique      | Candidat et parti politique | Voix         | %            | Voix        | %           |
| --------------------------- | -------------------------------- | --------------------------- | ------------ | ------------ | ----------- | ----------- |
|                             | René-Marie, marquis de Champagné | Légitimiste                 | 1392         |              |             |             |
|                             | Pierre Monnier                   | Républicain modéré          | 1319         |              |             |             |
|                             |                                  |                             |              |              |             |             |
| Inscrits                    | Inscrits                         | Inscrits                    | 3469         |              |             |             |
| Abstentions                 |                                  |                             |              |              |             |             |
| Votants                     | Votants                          | Votants                     | 2 739        |              |             |             |
| Blancs et nuls              |                                  |                             |              |              |             |             |
| Exprimés                    |                                  |                             |              |              |             |             |

| Candidat et parti politique | Candidat et parti politique | Candidat et parti politique | Premier tour | Premier tour | Second tour | Second tour |
| Candidat et parti politique | Candidat et parti politique | Candidat et parti politique | Voix         | %            | Voix        | %           |
| --------------------------- | --------------------------- | --------------------------- | ------------ | ------------ | ----------- | ----------- |
|                             | Ferdinand Lambert           | Républicain modéré          | 1506         |              |             |             |
|                             | César Léon Chabrun          | Légitimiste                 | 1478         |              |             |             |
|                             |                             |                             |              |              |             |             |
| Inscrits                    | Inscrits                    | Inscrits                    | 3406         |              |             |             |
| Abstentions                 |                             |                             |              |              |             |             |
| Votants                     |                             |                             |              |              |             |             |
| Blancs et nuls              |                             |                             |              |              |             |             |
| Exprimés                    |                             |                             |              |              |             |             |

## Sources
- L'Avenir de la Mayenne, 14 août 1883